# Synkellos (Amt)
Synkellos (griech. σύγκελλος, σύνκελλος (Zellengenosse); pl. Synkelloi; lateinisch Syncellus) waren Berater von Bischöfen der orthodoxen Kirche, insbesondere der Patriarchen von Konstantinopel.

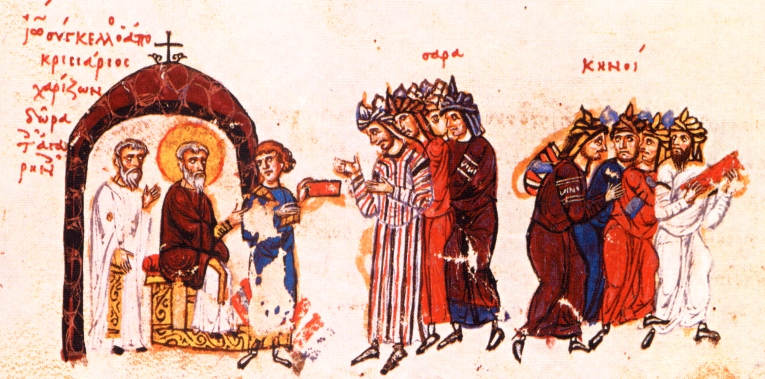
Johannes Grammatikos im Madrider Skylitzes als Synkellos unter Kaiser Theophilos

Der Synkellos war ein anfangs informelles Amt als wichtigster persönlicher Berater und Privatsekretär eines Bischofs in Fragen der Verwaltung und des Kirchenrechts. Der Synkellos waren in der Regel ein geweihter Priester oder Diakone.
Die Bischöfe und Patriarchen stammten oft aus einem klösterlichen Umfeld und nahmen bei ihrer Wahl mehrere ehemalige Gefährten mit, um weiterhin gemeinsam die klösterlichen Übungen zu leisten. Im Laufe der Zeit wurden die Synkelloi Berater und Beichtväter des Bischofs oder Patriarchen.

## Bedeutung
In Konstantinopel waren ab dem 7. Jahrhundert die Synkelloi allgemein für die Verwaltung des Patriarchats verantwortlich. Ab dem 10. Jahrhundert wurde er als designierter Nachfolger des Patriarchen angesehen, obwohl die Ämterfolge nicht die Regel war.
Aufgrund seiner Nähe zum Patriarchen suchten die einflussreichsten Personen des Staates, darunter auch der Kaiser, gute Beziehungen zum Synkellos herzustellen, um Einfluss auf den Patriarchen nehmen. Es gab auch Fälle, in denen Synkelloi gegen den Patriarchen gewonnen wurden, so spionierte Athanasius, Synkellos des Patriarchen Germanos I., auf Befehl des Kaisers seinen Vorgesetzten aus. Um den Einfluss von Außenstehenden auf Patriarch Tarasios zu unterbinden, stellte Kaiser Konstantin VI. wiederum den Synkellos an dessen Tür, um Besucher des Patriarchen abzuweisen.
Die Bedeutung des Amtes lässt sich daran erkennen, dass sich bereits Söhne des Kaisers um diese Würde bewarben. Am Ende des 11. Jahrhunderts wurde das damals wichtigste Amt neben dem Patriarchen durch den Chartofylax ausgeübt. Als die Bedeutung des Amtes in der Folge abnahm, wurde der Titel Synkellos immer mehr Personen verliehen, die dem Bischof nahestanden, was zur Schaffung von Titeln wie Protosynkellos („erster Synkellos“) oder Proedros ton Protosynkellon („Präsident der Protosynkelloi“) führte, und der ursprüngliche Titel verlor seine Bedeutung. Ab der paläologischen Zeit wurde der Synkellos des Patriarchen von Konstantinopel als Megas Protosynkellos („großer Protosynkellos“) bezeichnet.

## In anderen Kirchen
Die Bezeichnung Synkellos ist in den byzantinischen (griechisch-orthodoxen), syrisch-orthodoxen Kirchen und der Melkitischen Griechisch-Katholischen Kirche bekannt. Das Amt entspricht in etwa dem eines Generalvikars in der katholischen Kirche. In der armenischen Kirche gibt es vergleichbar mit dieser Funktion den Wardapet. Das lateinische Äquivalent von Synkellos war Cubicularius.
In der Rus war der Kirchenrang eines Synkellos (синкелъ, сиггелъ, сунькелъ) seit dem 10. Jahrhundert bekannt; er war aus Byzanz übernommen und wurde einzelnen Geistlichen zugewiesen, zum Beispiel führte ihn Georg (1067/1072 – 1077/1079), Metropolit von Kiew und dem ganzen Rus. Der Rang existierte in Russland mindestens bis zum 16. Jahrhundert.

## Bekannte Amtsträger
Bekannte Synkelloi waren Simon bar Sabbae (4. Jhd.), Georgios Synkellos (9. Jhd.) und Johannes Grammatikos (8.–9. Jhd.)